# Tairi
 (juin 2019).
Dans la mythologie de Mangareva (Polynésie française), Tairi est le dieu du tonnerre.